# 毛利元運
毛利 元運（もうり もとゆき）は、江戸時代後期の大名。長門国長府藩12代藩主。

## 経歴
11代藩主・毛利元義の三男として江戸にて誕生。幼名は雅之助。
文政10年（1827年）、兄の元寛が早世したために長府藩嗣子となる。天保2年（1831年）に叙任して左京亮と称し、天保12年（1841年）9月21日の父の隠居により跡を継いだ。藩政では節約や海防警備、軍事力の強化に努めた。嘉永5年（1852年）閏2月27日、江戸で死去し、跡を甥（元寛の子）で養子の元周が継いだ。法号は賢徳院殿荷覚観汀大居士。墓所は東京都港区高輪の泉岳寺、山口県下関市長府の功山寺。

## 死因に関して
喜多村信節の安政年中の著作「ききのまにまに」では、死因は自殺であったと記載している。同じ柳間席の某大名を無理に誘って品川にて遊興し、それを役筋に咎められたのを苦に自害したとしている。また、実は家老が元運を殺害し、後追い自殺をしたという風説も流れたとされる。

## 系譜
- 父：毛利元義（1785 - 1843）
- 母：林香院
- 正室：欽子（1817 - 1900） - 土屋彦直の娘。法名は欽麗院。
  - 長男：国丸（1836 - 1837）
  - 三男：石之丞（1840 - 1840）
  - 四男：富吉（1841 - 1842）
  - 次女：毛利安子（1843 - 1925） - 銀姫、毛利元徳正室
  - 五男：銑松（1847 - 1848）
  - 六男：毛利元敏（1849 - 1908） - 毛利元周の養子
  - 八男：毛利元功（1851 - 1900） - 毛利元蕃の養子
- 側室：喜久子
  - 七男：長之進（1849 - 1851）
- 生母不明の子女
  - 次男：峰之助（1838 - 1839）
  - 長女：鏻子（1840 - ?） - 家老の細川周崔室。死別後細川頼彬室、のち離縁
- 養子
  - 男子：毛利元周（1827 - 1868） - 毛利元寛の三男